# إلزيفير
إلزفير (بالإنجليزية: Elsevier) هي دار نشر مخصصة لنشر الكتب والدوريات الطبية والعلمية، وهي إحدى دور نشر مجموعة ريد-إلزفير التي يوجد مقرها الرئيسي في أمستردام ولها أفرع في المملكة المتحدة والولايات المتحدة وغيرهما.
اتخذت إلزفير اسمها من دار النشر الهولندية، ولكنها في الوقت الحالي ليس لها صلة بالشركة الحالية. وقد عملت عائلة إلزفير في بيع الكتب ونشرها في هولندا، وقد أسس الدار سنة 1580 لودفيك إلزفير (بالهولندية: Lodewijk Elzevir) ـ (1542-1617) الذي كان يعيش في ليدن.
من بين مطبوعاته إلزفير الحالية من الدوريات مجلة لانست (بالإنجليزية: The Lancet) ومجلة الخلية (بالإنجليزية: Cell)، ومن الكتب «تشريح غراي» (بالإنجليزية: Gray's Anatomy). كما تمتلك الدار موقع ساينس دايركت (بالإنجليزية: ScienceDirect) وسلسلة «تريندس» (الاتجاهات) وسلسلة «الآراء الحالية».
تنشر إلزفير ما يقرب من 250 ألف سنوياً في 200 دورية علمية، ويحتوي أرشيفها على سبعة ملايين مطبوعة، ويصل عدد التنزيلات من موقعها حوالي 240 مليون تنزيل.